# 青海省铁卜加草原改良试验站
青海省铁卜加草原改良试验站是青海省人民政府农牧厅下辖的正处级单位，位于海南藏族自治州共和县石乃亥乡境内，成立于1959年8月，其辖区以铁卜加草改站之名列为共和县的一个类似乡级单位。
2012年时，铁卜加草改站隶属青海省三江源集团有限责任公司，是企业化管理的事业单位。内设4个科室、2个下属公司。主营业务：草地资源动态调查与监测、牧草良种繁育与推广、退化草地综合治理、草原鼠虫害监测与预报、牧草种子生产与销售等。是甘肃农业大学、青海大学、青海畜牧兽医职业技术学院的定点实习基地。2018年5月16日，调整为青海省农牧厅管理的正处级单位。

## 试验站机构
- 科室：党政综合办公室、生产经营办公室、科研项目办公室、财务室[2]。
- 下属公司：青海省铁卜加草地生态科技开发有限公司、青海省铁卜加畜牧业科技开发有限公司[2]。

## 行政区划
2012年时，铁卜加草改站拥有1.15万亩土地。行政上，下辖以下地区：
铁卜加草改站虚拟生活区。